# Masdevallia lehmannii
Masdevallia lehmannii är en orkidéart som beskrevs av Heinrich Gustav Reichenbach. Masdevallia lehmannii ingår i släktet Masdevallia och familjen orkidéer. Inga underarter finns listade i Catalogue of Life.